# Пригоди малюка Гіпопо
«Пригоди малюка Гіпопо» — анімаційний фільм 1974 року Творчого об'єднання художньої мультиплікації студії Київнаукфільм, режисер — Володимир Гончаров.
До 2018 року оригінальний україномовний варіант озвучення мультфільму вважався втраченим, у фільмофонді Довженко-Центра зберігся лише російськомовний варіант мультфільму. У травні 2018 року активісти громадського об'єднання «Гуртом» розшукали VHS-запис з мультиком та з його допомогою відновили оригінальну україномовну доріжку.

## Творча команда
Команда створення мультику складалася з:
- Режисер: Володимир Гончаров
- Автор сценарію: Світлана Куценко
- Композитор: Святослав Крутиков[2][3]
- Художник-постановник: Іван Будз
- Оператор: Анатолій Гаврилов
- Звукорежисер: Ізраїль Мойжес
- Ролі озвучили: Г. Кислюк, Людмила Козуб, Л. Ігнатенко, Н. Ковязіна

## Нагороди
- Диплом на V Республіканському кінофестивалі «Молоді — молодим», Київ, 1974 рік.